# Chùa Cảm Ứng
Chùa Cảm Ứng còn gọi là Chùa Trăm Gian hay Chùa Ứng Tự, chùa Tam Sơn là một ngôi chùa lịch sử ở phường Tam Sơn, thuộc thành phố Từ Sơn, tỉnh Bắc Ninh.

## Lịch sử
Thành phố Từ Sơn là một miền quê văn hiến và cách mạng, nổi danh là một vùng đất khoa bảng, hiếu học hàng dầu, là một trong số ít các làng xã có đủ cả Trạng nguyên, Bảng nhãn, Thám hoa (Tam khôi) và cũng là quê hương của tiền bối cách mạng, cố Bí thư xứ ủy Nam Kỳ Ngô Gia Tự.
Theo các thư tịch cổ, từ thời tiền Lê đến đầu thời Lý, chùa Tam Sơn (khi đó còn gọi là chùa Ba Sơn) đã là một trong những trung tâm phật giáo của vùng Kinh Bắc và cả nước. Đây là một trong những ngôi chùa lâu đời của nền Phật giáo Việt Nam. Chùa dựng trên núi Tam Sơn. Ba ngọn núi như ỗi hạt châu nổi vọt lên giữa đồng bằng. Tên núi cũng là tên làng tên xã, thuộc huyện Tiên Sơn, Bắc Ninh. Chùa có từ trước thời Lý. Khoảng đầu thời Lý, nhà sư Lã Định Hương (mất 1050), Nghiêm Bảo Tsh (mất 1034), Phạm Minh Tâm (mất 1050) thuộc Thế hệ thứ 7, 8 thiền phái Vô Ngôn Thông từng trụ trợ giảng đạo Phật ở đây (theo sách Thiền uyển Tập Anh ngữ lục). Chùa đổ nát từ đầu thế kỷ XVII. Đến thời Lê Trung hưng có bà Cung phi Nguyễn Thị Ngọc Vĩnh hưng công trùng tu mở rộng quy mô, lại xây bậc gạch từ dưới chân núi lên chùa và dựng lâu gác chuông vào năm Quý Dậu (1693). Năm Đinh Sửu (1697) lại dựng cột đá “Chúc Thiên đài” để ghi tên những người đã góp công góp của xây dựng chùa. Các năm sau tiếp tục đúc chuông, tô tượng Những pho tượng Quan Âm nghìn mắt nghìn tay, tượng Kim Đồng, Ngọc Nữ, Quan Âm toạ sơn... và khánh đá chạm rồng, phượng, hoa lá là những di – sản quý giá của nghệ thuật điêu khắc Việt Nam, cuối thế kỷ XVII.
Theo sách “Việt sử lược” thì vào khoảng niên hiệu Ứng Thiên (955 - 1007) chùa là nơi Thiền sư Vạn Hạnh đưa Lý Công Uẩn về lánh nạn tránh sự truy đuổi của Lê Ngọa Triều. Khi nhà Lý ra đời, chùa vẫn là nơi trụ trì, hành đạo của nhiều vị tổ sư có công lớn trong việc xây dựng triều chính và nền văn hóa dân tộc dưới triều Lý.Tương truyền ngày xưa khi chùa còn đủ 100 gian thì ngôi chùa này là nơi hội tụ của rất nhiều các linh vật quý khác nhau, như: Rùa, Rồng, Nghê...
Năm 1063, vua Lý Thái Tôn đã cho xây dựng chùa với quy mô lớn, trở thành trung tâm đào tạo các tăng sư và là danh thắng nổi tiếng của vùng. Thời Lý, Công chúa Thuận Dương, Nguyên Phi Thần Châu và Nguyên phi Bảo Liên từng đến tu hành tại chùa. Hiện nay trong chùa vẫn còn vết tích Am Hoa Viên (vườn hoa) và các tượng thờ các công chúa, nguyên phi thời Lý.
Vào sáng mồng 1 Tết năm Đinh Mùi (tức ngày 09/2/1967), Bác Hồ đã về thăm, nói chuyện với cán bộ, nhân dân, thiếu nhi xã Tam Sơn tại cổng chùa Tam Sơn. Sau đó Người đã trồng cây đa trước cồng chùa và đến nay cây đa vẫn tỏa bóng mát, được nhân dân địa phương trân trọng, gìn giữ.
Trong cuộc kháng chiến chống Pháp, chùa Trăm Gian là nơi hội họp của các thành phần cách mạng, là nơi nuôi giấu cán bộ và trường học của con em địa phương. Năm 1972, trong trận Điện Biên Phủ trên không chùa Trăm gian đã bị máy bay Mỹ đánh phá, giặc mỹ ném bom làm nhiều công trình chùa Tam Sơn bị hư hại, tượng phật bị cháy hỏng. Vào năm 1975 và năm 2000, 2015, 2019, 2020 chính quyền và nhân dân thôn Tam Sơn cùng sư trụ trì Thích Đàm Chúc đã tôn tạo, tu bổ, khôi phục lại chùa với quy mô kiến trúc gần giống như ngôi chùa trước khi bị bom Mỹ tàn phá.
Hiện nay, trong chùa còn lưu giữ được nhiều pho tượng phật và cổ vật có giá lịch sử, nghệ thuật như: Khánh đá tạo khắc năm 1672, cây hương đá dựng năm 1679, chuông đồng đúc năm 1826, đặc biệt là tấm bia “Tam Sơn xã đăng hoa bi ký” dựng khắc năm 1902...
Chùa là một trong những di tích lịch sử cách mạng thu hút được du khách tham quan kết hợp với quần thể khu di tích Ngô Gia Tự.

## Lễ hội chùa
Lễ hội chùa Tam Sơn là hoạt động tâm linh và văn hóa cộng đồng, thể hiện tập trung và tiêu biểu truyền thống lịch sử văn hóa làng Tam Sơn.
Lễ hội diễn ra từ ngày mồng 8 đến ngày 10
```
tháng giêng âm lịch, là lễ hội lớn nhất được dân làng chuẩn bị chu đáo và tiến hành rất trang nghiêm, trọng thể, vui tươi và sống động.
```

Làng xưa có 6 xóm được chia thành 3 thôn: thôn Tây, thôn Xanh (gồm xóm Xanh và xóm Ô). Thôn Lẻ ( gồm xóm Đông, xóm Trước và xóm Núi).
Việc chuẩn bị lễ vật để cúng tế trong ngày hội được làng phân cử như sau:
         - Các năm Sửu, Thìn, Mùi, Tuất: ngày mùng 9 thôn Lẻ chuẩn bị, ngày 10 thôn Tây và ngày 11 thôn Xanh.
         - Các năm Dần, Thân, Tỵ, Hợi: ngày mùng 9 thôn Xanh, ngày 10 thôn Lẻ, 11 thôn Tây.
         Các lễ vật chính là thịt trâu, mỗi ngày một con trâu thui rước lên để tế lễ, về sau tục lệ này được xóa bỏ, thay bằng oản và chè lam. Mỗi ngày theo thứ tự , mỗi thôn phải sửa 9 cỗ chay gồm 300 phần oản to, 100 miếng chè lam, một chai rượu hoàng tửu - đặc sản của làng Tam Sơn. Làng dành 11 mẫu ruộng để lo lễ vật cho các ngày hội lễ trong năm.
Diễn biến lễ hội chùa Tam Sơn theo trình tự như sau: sáng ngày mùng 9 người được nhận sửa lễ cùng gia đình, họ hàng rước cỗ lên Đình Giỏ, Lềnh của 3 thôn kiểm tra lễ vật rồi phân thành 9 cỗ, đặt vào một hộp gỗ sơn son. Người của thôn sửa lễ, rước cỗ lên chùa theo đám rước có 100 lá cờ cùng tàn, lọng và chiêng, trống. Đến sân tiền tế, lệnh của thôn trưởng sửa lễ, sắp cỗ ra các mâm và bày ra các bàn thờ, tập trung ở chính điện, đền Đông và đền Tây. Sau đó Tư văn tiến hành lễ tế. Điều hành cuộc tế là cai đám chính và hai cai đám tùy. Cai đám (hay quan đám) lấy người ở độ tuổi 46, có chức sắc, cha mẹ song toàn, đông con, uy tín với dân, được làng chọn cử. Việc cử các quan đám chính thực hiện luân phiên giữa các thôn.
Nếu thôn đăng cai cử quan đám chính, hai thôn kia của thôn cai đám chính là ba chủ tế của ba khu vực: đền Đông, đền Tây và Chính điện với 3 đội tế có phường bát âm, Đông xướng, Tây xướng, độc chúc riêng. Còn cai đám chính phải luôn túc trực ở đền Tây. Ba đội tế luân chuyển ở ba khu vực:
         - Ngày mùng 9: thôn Lẻ ở Thượng điện, thôn Tây ở đền Tây, thôn Xanh ở đền Đông.
         - Ngày 10: thôn Tây ở Thượng điện, thôn Xanh ở đền Tây, thôn Lẻ ở đền Đông.
         - Ngày 11: thôn Xanh ở Thượng điện, thôn Lẻ ở đền Tây, thôn Tây ở đền Đông.
         Khi "lễ tất" ba chủ thể cùng cai đám chỉ chuyển vị trí cho nhau theo chiều kim đồng hồ.
         Ngày 12 là ngày tế giã đám của tư văn hàng xã và các lý dịch, do cai đám chính chủ tế, hai cai đám tùy phụ tế.
         Trong ba ngày hội chính, ngoài các nghi thức rước sách, tế lễ, làng mở nhiều trò vui phục vụ nhân dân và đông hội. Ở ao rối có trò dối nước của phường rối các nơi về biểu diễn, rồi các cuộc đón tiếp và ca hát giữa các bọn quan họ Tam Sơn với các bọn quan họ kết bạn ở Lũng Giang (Lim). Đây là hai làng quan họ gốc kết chạ với nhau từ lâu đời. Nhiều trò vui như chọi gà, cờ người, đu tiên... thu hút đông hội. Đặc sắc là trò đâp niêu  đất ở An Hòa Viên.. Tại đây, hai cột xà đơn được dựng lên cao khoảng 3m; rộng 2,5m. Một niêu đất đựng trấu và nước lã treo trên một quang tre nhuộm đỏ được cột lên xà. Niêu đất cách xà khoảng 40 cm từ điểm xuất phát cách xà khoảng 10m, người chơi được bịt mắt bằng khăn đỏ, dài khoảng 1,2 - 1,5m. Đi tới gần xà được phép dùng gậy tre khua ngang tầm tay để xác định vị trí của niêu đất rồi dơ gậy vụt. Nếu trúng và niêu đất vỡ thì được giải. Giải chỉ có 3 phẩm oản, vài vuông vải nhiễu nhưng cả làng tin rằng năm đó mùa màng bội thu, dân an vật thịnh. Đây là "ảnh xạ" của tục thờ vỏ trấu và té nước đầu năm của tín ngưỡng cư dân nông nghiệp lúa nước ở vùng đồng bằng châu thổ Bắc Bộ.
Nếu năm nào mùa màng tươi tốt, làng còn tổ chức rước nữ quan. Dịp này những nhà giàu có thường cung tiến cho làng tổ chức hội rước với quy mô lớn, huy động tới vài trăm người tham gia lễ tế, rước sách.